# Japan's Longest Day
Japan's Longest Day (日本のいちばん長い日, Nihon no ichiban nagai hi), també coneguda com The Emperor and the General, és una pel·lícula de 1967 dirigida per Kihachi Okamoto. El tema de la majoria de la pel·lícula és el període entre el migdia del 14 d'agost de 1945, quan l'emperador Hirohito va prendre la decisió de rendir-se als aliats en la Segona Guerra Mundial i el migdia del 15 d'agost de 1945, quan el emperador va anunciar el lliurament, que transmès al poble japonès. Joseph L. Anderson descriu la pel·lícula com "una meticulosa reconstrucció del dia en que el Japó es va rendir i com va acabar la Guerra del Pacífic. Diversos dels actors més famosos del Japó de l'època van participar en la pel·lícula, entre ells Chishū Ryū com el primer ministre Kantaro Suzuki, Toshiro Mifune com el Ministre de Guerra Korechika Anami, Takashi Shimura com el director de l'Oficina d'Informació Hiroshi Shimomura i Sō Yamamura com el Ministre de la Marina Mitsumasa Yonai. Tatsuya Nakadai va interpretar al narrador.

## Producció
Segons Okamoto, es suposava que Masaki Kobayashi havia de dirigir Japan's Longest Day, però no volia, de manera que el coproductor Sanezumi Fujimoto va suggerir que Okamoto que la dirigissi. Okamoto creia que aquesta pel·lícula i la seva posterior pel·lícula The Human Bullet són expressions dels seus sentiments contraris a la guerra. Mentre que Japan's Longest Day retrata la gent real que va ser capaç de romandre per sobre de la lluita, però va lluitar entre si, per altra banda, The Human Bullet' és una sàtira dels que van haver de lluitar en la guerra.

## Llançament
Japan's Longest Day va ser llançada al Japó el 12 d'agost de 1967, prop de l'aniversari de la rendició. Això va començar una tendència dels llançaments de pel·lícula coneguts com la sèrie 8.15, de les pel·lícules de la Segona Guerra Mundial estrenades a l'aniversari, que va incloure la pel·lícula de 1971 de Okamoto La batalla d'Okinawa. Es va convertir en la segona pel·lícula més taquillera al Japó el 1967. Shinobu Hashimoto va guanyar el Premi Kinema Junpo al millor guió d'aquesta pel·lícula. La pel·lícula va ser reeditada teatralment al Japó el 21 de novembre de 1982 com a part del 50è aniversari de Toho. Un remake de l'emperador i el general titulat L'emperador a l'agost va ser publicat en 2015 per Shochiku, dirigit per Masato Harada.

## Repartiment
- Seiji Miyaguchi com Shigenori Tōgō
- Rokko Toura com Shunichi Matsumoto
- Chishu Ryu com Kantaro Suzuki
- So Yamamura com Mitsumasa Yonai
- Toshiro Mifune com Korechika Anami
- Yoshio Kosugi com Keisuke Okada
- Takashi Shimura com Hiroshi Shimomura